# Shu Heng
Shu Heng (chinesisch 舒衡; * 22. Mai 2004) ist ein chinesischer Leichtathlet, der sich auf den Weitsprung spezialisiert hat und 2025 Asienmeister wurde.

## Sportliche Laufbahn
Erste internationale Erfahrungen sammelte Shu Heng im Jahr 2023, als er bei den U20-Asienmeisterschaften in Yecheon mit einer Weite von 8,03 m die Goldmedaille gewann. Anschließend belegte er bei den World University Games in Chengdu mit 7,82 m den vierten Platz. 2025 gelangte er bei den Hallenweltmeisterschaften in Nanjing mit 8,14 m auf den sechsten Platz und Ende Mai siegte er mit 8,22 m bei den Asienmeisterschaften in Gumi. Anschließend gewann er auch bei den World University Games in Bochum mit 8,09 m die Goldmedaille.
In den Jahren 2024 und 2025 wurde Shu chinesischer Hallenmeister im Weitsprung.